# William B. Atwood
William Bradford Atwood (* um 1948) ist ein US-amerikanischer Physiker.

## Leben
Atwood studierte am Caltech mit Bachelor-Abschluss 1970 und am SLAC (Stanford University), wo er 1975 über tiefinelastische Elektronenstreuung an Kernen bei Richard E. Taylor promoviert wurde. Danach war er ein Jahr am CERN in der Gruppe von Samuel C. C. Ting (Di-Muon-Experiment am ISR), bevor er ans SLAC zurückkehrte, an dem er 1983 Assistant Professor wurde. Dort war er ab 1978 wieder in der Gruppe von Taylor und es gelang ihnen die Paritätsverletzung in der Elektronenstreuung an Deuterium nachzuweisen (eine der Bestätigungen der Elektroschwachen Vereinigung im Standardmodell). Außerdem entwickelte er den Wavebar Shower Counter. 1979 bis 1984 war er am DELCO-Experiment am PEP-Speicherring des SLAC beteiligt (1984 war er Sprecher des Experiments). Außerdem war er am Stanford Linear Collider (SLC) als Programmmanager in der Linearbeschleunigergruppe von John Seeman und an dessen Detektor SLD beteiligt. Dabei arbeitete er mit Martin Breidenbach (mit dem zusammen er Ko-Erfinder des Lasertron ist, einer Mikrowellenquelle).
1989 war er am CERN im ALEPH-Experiment des LEP-Speicherrings beteiligt.
1992 begann seine Arbeit in der Gammastrahlenastronomie. Mit Peter Michelson in Stanford schlug er das Gammastrahlen-Weltraumexperiment GLAST vor, das spätere Fermi Gamma-ray Space Telescope (ab 2008 im Orbit). Es sollte der Nachfolger des EGRET im Compton Gamma Ray Observatory werden. Er demonstrierte dessen Leistungsfähigkeit mit der von ihm Anfang der 1990er-Jahre entwickelten Simulationssoftware GISMO.
2001 wurde er Adjunct Professor an der University of California, Santa Cruz und am Santa Cruz Institute of Particle Physics (SCIPP). 2000 war er beim SLAC in den Ruhestand gegangen, wobei er sich eine Auszeit nahm, um Geigen zu bauen. Er entwickelte aber weiter Hard- und Software für das Fermi-Gammastrahlenteleskop, unter anderem zur Neuanalyse und Rekonstruktion der Daten des Teleskops.
2012 erhielt er den Panofsky-Preis für seine führende Rolle bei Entwurf, Konstruktion und Nutzung des Large Area Telescope am Fermi-Gammastrahlen-Weltraumteleskop. 2011 erhielt er mit Peter Michelson und dem Team des Fermi-Teleskops den Bruno-Rossi-Preis.